# Casino Borràs
El Casino Borràs és un edifici de la colònia homònima a Castellbell i el Vilar (Bages), catalogat com a bé cultural d'interès local.

## Història
Promogut per la família Borràs, va ser inaugurat el 1922, i va esdevenir un dels centres neuràlgics del municipal. Des del 1991, és propietat de l'Ajuntament.
El desembre del 2001 s'hi van detectar greus problemes estructurals que van obligar a tancar-ne l'activitat i, fins i tot, a desallotjar temporalment una entitat d'estalvi que hi havia situada als baixos de l'edifici. En aquell moment es van detectar importants esquerdes en una de les parets i que el sostre s'havia bombat. Quan se'n va analitzar l'estructura es va trobar que una de les bigues centrals de la sala havia cedit uns 15 centímetres. Gairebé un any i mig després (el 2003) s'hi van iniciar les primeres obres: renovació de la teulada i canvi de les encavallades (que eren totes de fusta i es va detectar que estaven molt malmeses) per unes de metàl·liques. A més, es van relligar les parets que més perillaven i es va aprofitar per fer una primera remodelació de la sala. Amb aquella intervenció ja es va poder tornar a obrir el teatre.
El 2008, es va iniciar la remodelació de la maquinària de l'escenari(barres de telons amb comandament elèctric, renovació de tota la instal·lació elèctrica, il·luminació, cortinatge, etc.) i es va substituir la fusta de l'escenari per un entarimat nou amb tractament ignífug. Finalment, es van renovar totes les escales per accedir al conjunt de l'escenari, se readaptant les portes i accessos i repintant els camerinos i la façana exterior.

## Descripció
De planta rectangular, consta de planta baixa i dos pisos, i està format per tres cossos verticals: dos laterals (Sala Polivalent - Sala Teatre) i un central, que separa i distribueix (caixa d'escala).
La coberta de les sales és a dues aigües amb carener perpendicular a la façana principal; a l'escala, en canvi, és plana i amb terrassa. El parament, a base de maó arrebossat i pintat, és de carreus ben escairats i amb sòcol buixardat al cos central; i llis en els cossos laterals. El coronament de l'edifici destaca per una estructura de dos frontons que flanquegen el cos de l'escala, de secció quadrangular. Els frontons, són gairebé idèntics i presenten timpà llis i sense decoracions. Un d'ells però, compta amb un balcó decorat amb mènsules en forma de modilló, disposat sobre un fris que recorre tota la façana, ornamentat amb uns elements rectangulars que imiten pilastres i estan coronats per esferes.
Pel que fa a les obertures, es distribueixen simètricament a la planta baixa i al primer pis, a excepció del balcó descrit, que quedaria independent i com a única obertura del segon pis. Als baixos hi ha la porta d'accés, flanquejada per vuit obertures distribuïdes simètricament a partir de dues portes d'arc rebaixat i dues finestres allindades. El primer pis, compta amb un balcó central d'arc carpanell i volada amb balustrada; que és flanquejat per tres finestres balconeres. La característica d'aquestes, i que dona valor a l'edifici, és l'ús dels elements del llenguatge clàssic com són les pilastres amb capitell jònic i els arcs de mig punt decorats amb elements vegetals.